# Гравюра на картоне
Гравюра на картоне (фр. gravure от graver — вырезать, создавать рельеф) — разновидность эстампа. По причине своей технологической простоты этот вид гравюры часто используется при обучении в художественных школах, и на уроках изобразительного искусства. При этом в XX веке ряд значительных художников-графиков использовали гравюру на картоне в своей профессиональной практике.
Вид высокой печати. Рельефный оттиск для печати изготавливается с помощью аппликации, составленной из отдельных картонных элементов. Толщина картона должна быть не менее 2-х мм.